# Плоске (Куп'янський район)
Пло́ске — село в Україні, у Великобурлуцькій селищній громаді Куп'янського району Харківської області. Населення становить 985 осіб. Орган місцевого самоврядування — Великобурлуцька селищна рада.

## Географія
Село Плоске знаходиться на правому березі річки Великий Бурлук, вище за течією примикає до селища Великий Бурлук, нижче за течією — село Голубівка, на протилежному березі знаходиться село Балка. Через село проходить автомобільна дорога Т 2111. Селом тече Масіків Яр і впадає у річку Великий Бурлук.

## Історія
1917 — дата заснування.
12 червня 2020 року, відповідно до розпорядження Кабінету Міністрів України № 725-р «Про визначення адміністративних центрів та затвердження територій територіальних громад Харківської області», Новоолександрівська сільська рада об'єднана з Великобурлуцькою селищною громадою.
19 липня 2020 року, в результаті адміністративно-територіальної реформи та ліквідації Великобурлуцького району, село увійшло до складу Куп'янського району Харківської області.
24 лютого 2022 року почалася російська окупація села.
11 вересня 2022 року під час слобожанського контрнаступу Збройних сил України від російських окупантів звільнено населені пункти Великобурлуцької селищної територіальної громади.

## Економіка
- В селі є, машинно-тракторні майстерні.
- «Петрівське», ТОВ.
- «Нива», сільськогосподарське АТ.
- «Бурлуцький», ПП.

## Об'єкти соціальної сфери
- Школа.
- Будинок культури.
- Спортивний майданчик.

## Топоніміка
- вул. Українська.
- вул. Лесі Українки.
- вул. Горького.
- вул. Садова.

## Пам'ятки
- Регіональний ландшафтний парк «Великобурлуцький степ». Площа 2042,6 га.
- Меморіальна дошка на честь Дмитра Посохова — героя, який загинув у АТО.

## Відомі мешканці
- Посохов Дмитро Вікторович (1990—2014) — солдат Збройних сил України, учасник російсько-української війни, загинув під час бою у м. Шахтарськ.
- Скидан Андрій Дмитрович (1907—?) — бригадир місцевого колгоспу імені 1 травня, Герой Соціалістичної праці.
- Нестеров Владислав Олександрович (1996—2023) — став добровольцем після деокупації громади, командир відділення 92-ї окремої механізованої бригади ім. Івана Сірка.